# Utilita Arena Birmingham
Die Utilita Arena Birmingham ist eine Multifunktionshalle in der englischen Stadt Birmingham, Vereinigtes Königreich. Sie wird sowohl für verschiedene Sport- als auch für Kulturveranstaltungen (Konzerte, Shows, Comedy, Musicals) sowie für Tagungen und Ausstellungen genutzt. Seit ihrer Eröffnung 1991 war sie Austragungsort für mehrere Europa- und Weltmeisterschaften. Der Eigentümer der Halle ist die NEC Group.

## Geschichte
Die Arena Birmingham wurde am 4. Oktober 1991 durch 100-Meter-Olympiasieger Linford Christie unter dem Namen National Indoor Arena eröffnet. Die Arena befindet sich an der Old Turn Junction der BCN Main Line gegenüber dem National Sea Life Centre in Brindleyplace. Durch verschiebbare Tribünen bietet die Arena je nach Konfiguration eine Anzahl von bis zu 15.800 Plätzen (stehend). Die Mehrzweckarena ist für über 30 Sportarten wie Fußball, Boxen, Leichtathletik, Gerätturnen, Tennis, Netball, Basketball, Hallenhockey, Badminton, Judo, Wrestling, Darts oder Snooker ausgerüstet.
Ab Mitte 2013 wurde die Halle für 26 Millionen £ renoviert. Dabei erhielt die NIA u. a. eine Glasfassade. Am 2. Dezember 2014 wurde die Veranstaltungsstätte mit einem Konzert von Michael Bublé offiziell wiedereröffnet. Mit der Einweihung erhielt die National Indoor Arena den Sponsorennamen Barclaycard Arena. Barclays, ein Herausgeber von Kreditkarten, wurde im September 2014 für fünf Jahre Namenssponsor. Barclaycard beendete im Mai 2016 den Sponsorenvertrag vorzeitig. Bis in das Jahr 2017 blieb der Name. Ab dem 1. September des Jahres trug die frühere National Indoor Arena die Bezeichnung Arena Birmingham.
Am 15. April 2020 änderte sich der Name in Utilita Arena Birmingham nach dem gleichnamigen Energieversorgungsunternehmen Utilita Energy. Ende Februar 2024 wurde die Vereinbarung mit einem neuen Vertrag zwischen der NEC Group und Utilita Energy bis in das Jahr 2030 verlängert.

## Galerie

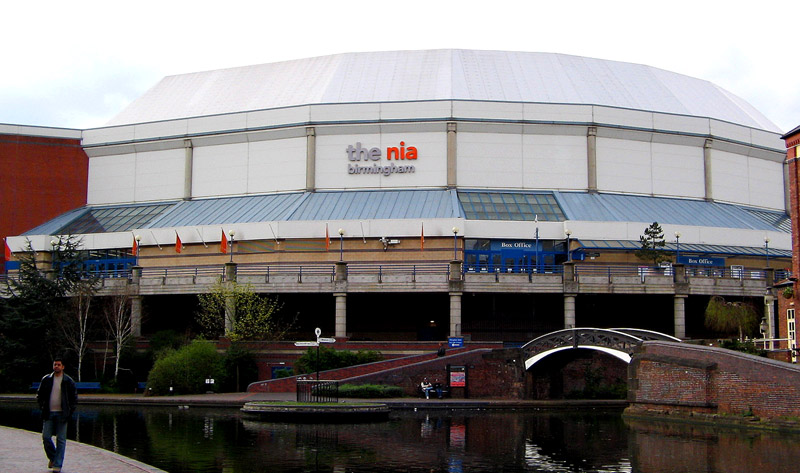
Die National Indoor Arena im Jahr 2005
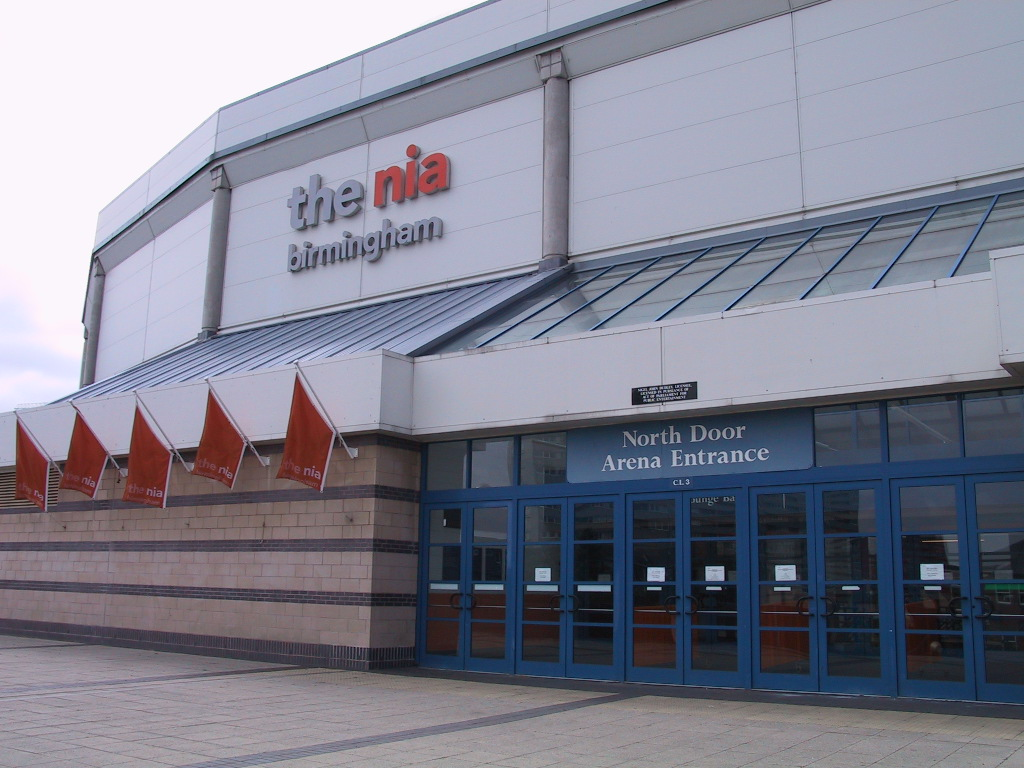
Eingang an der Nordseite der NIA (2003)
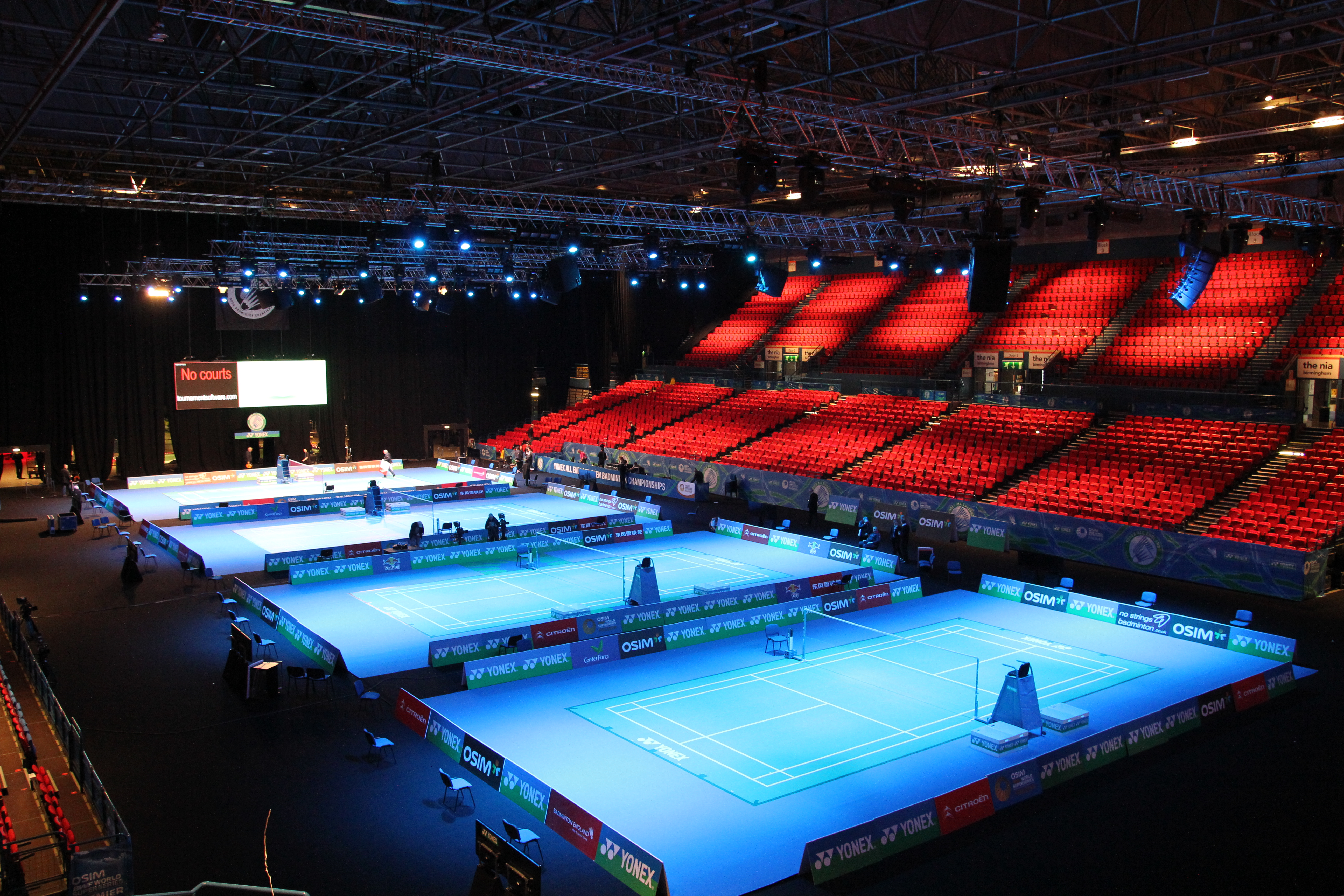
The NIA während der All England Super Series 2012
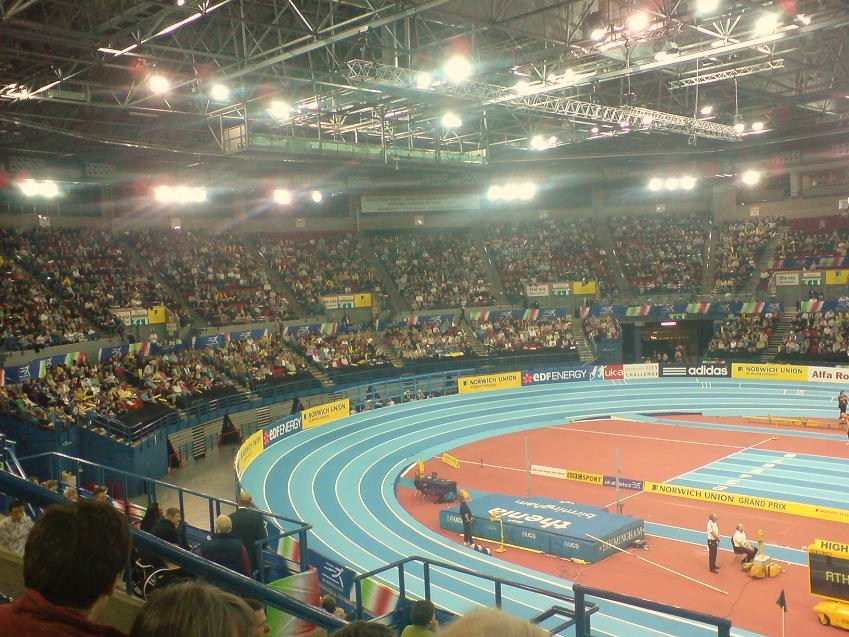
The NIA mit Leichtathletikanlage (2009)
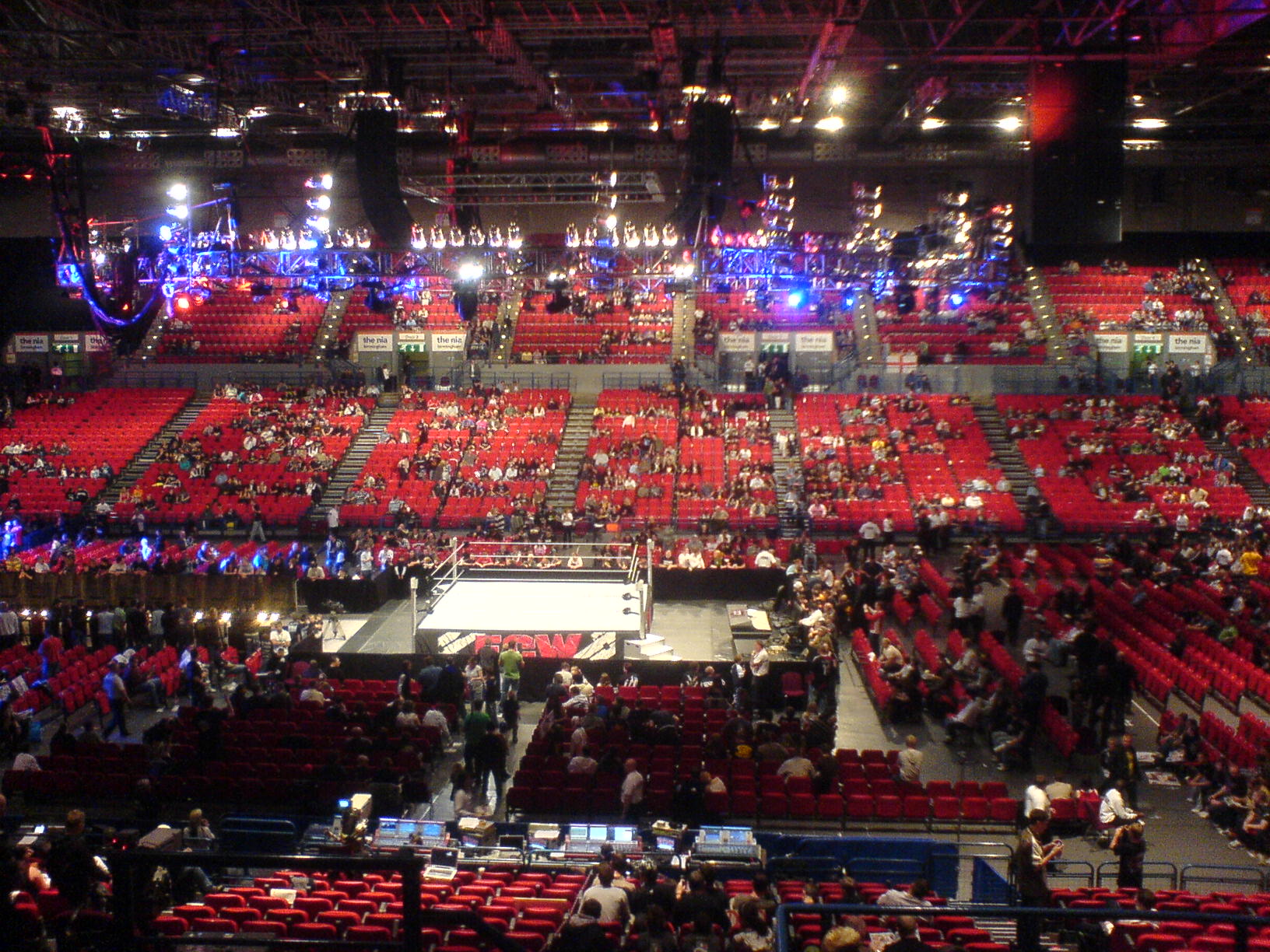
ECW-Wrestling-Veranstaltung im Oktober 2007
Das alte Logo der Arena